# Murex (Murex) tribulus
Murex (Murex) tribulus is een slakkensoort uit de familie Muricidae. De wetenschappelijke naam is gepubliceerd in 1758 door Linnaeus in de tiende editie van Systema naturae.